# 岡本富郎
岡本 富郎（おかもと とみお、1944年 - ）は、日本の保育学者、明星大学名誉教授。専門は幼児教育学、教育学。

## 来歴
東京都生まれ。1968年早稲田大学教育学部教育学科卒業。1977年同大学院博士課程満期退学。1973年白梅学園短期大学助手、講師、助教授、教授、2003年明星大学人文学部教授、2010年教育学部教授、2015年名誉教授。

## 著書
- 『子どものいじめと「いのち」のルール いのちから子育て・保育・教育を考える』創成社新書 2009
- 『保育の思想を学ぼう 今、子どもの幸せのために ルソー、ペスタロッチー、オーエン、フレーベルたちの跡を継いで』萌文書林 2014

### 共編著
- 『幼稚園・保育所実習の指導計画案はこうして立てよう 新版改訂』阿部明子ほか共著 萌文書林 1991
- 『現代社会における教育制度と経営』青木秀雄共著 明星大学出版部 2011
- 『初等教育課程入門 新たな教育課程の原理・編成・評価のあり方を求めて』鯨井俊彦共著 明星大学出版部 2011
- 『保育者のための教育と福祉の事典』大嶋恭二,倉戸直実,松本峰雄,三神敬子共編 建帛社 2012

## 論文
- Cinii